# Василий Ардаматски
Василий Ардаматски (1911–1989) е съветски писател, журналист и сценарист, известен със своите исторически романи, шпионски сюжети и документално-художествени произведения. Той е особено популярен в бившия Съветски съюз заради умението си да вплита реални исторически събития и архивни документи в литературни произведения, които балансират между факти и художествена измислица.

### Кратка биография
Роден в град Гомел, Беларус, Ардаматски започва кариерата си като журналист. През годините натрупва опит в различни области на журналистиката, което му помага да развие умение за дълбоки изследвания и анализ на исторически събития.
Ардаматски става известен с поредицата „Архивите са живи“, в която комбинира исторически документи и художествени елементи, за да представи ключови моменти от съветската история, включително Втората световна война и Студената война.

### Основни произведения
- „Служа на границата“
- „Последната година“ (част от „Архивите са живи“)
- „Операция „Трест“ – разказва за контраразузнавателна операция на съветските служби през 1920-те години.
- „Ликвидирането на гестапо“ – разглежда разузнавателни мисии от годините на войната.

### Стил и принос
Ардаматски използва стил, характерен с напрегнати сюжети, в които героите често са изправени пред морални дилеми. Той умело представя работата на разузнавачите и военните чрез автентични исторически материали. Произведенията му често служат и като пропагандни инструменти, показващи патриотизъм и величието на съветската държава.

### Екранизации
Няколко от книгите му са адаптирани за кино, като филмите запазват документалния стил на Ардаматски. Сред тях е и „Операция „Трест“.
Василий Ардаматски остава в историята на руската литература като един от водещите автори, специализирани в исторически и шпионски теми.